# Chicholi
Chicholi è una suddivisione dell'India, classificata come census town, di 18.474 abitanti, situata nel distretto di Nagpur, nello stato federato del Maharashtra. In base al numero di abitanti la città rientra nella classe IV (da 10.000 a 19.999 persone).

## Geografia fisica
La città è situata a 21° 28' 0 N e 79° 40' 60 E e ha un'altitudine di 305 m s.l.m..

## Società

### Evoluzione demografica
Al censimento del 2001 la popolazione di Chicholi assommava a 18.474 persone, delle quali 9.612 maschi e 8.862 femmine. I bambini di età inferiore o uguale ai sei anni assommavano a 2.232, dei quali 1.168 maschi e 1.064 femmine. Infine, coloro che erano in grado di saper almeno leggere e scrivere erano 14.553, dei quali 7.954 maschi e 6.599 femmine.